# Le Port-Royal
Le Port-Royal (también conocido como Port-Royal Apartments) es un edificio de apartamentos en Sherbrooke Street en el distrito Golden Square Mile de Montreal, la mayor ciudad de la provincia canadiense  de Quebec. Tiene 33 pisos y mide 122 metros de altura. 

## Descripción
Terminado en 1964, fue el edificio residencial más alto de Canadá al este de Toronto hasta la finalización de Altitude Montreal en 2013. Fue construido en estilo racionalista, con una fachada de hormigón y vidrio. Le Port-Royal está ubicado en 1455 Sherbrooke Street West, frente a Mackay Street, y al lado de la Iglesia de San Andrés y San Pablo. El edificio consta de apartamentos de lujo.